# Roberto Brown
Roberto Ronaldo Brown Perea (Panama, 15 luglio 1977) è un ex calciatore panamense, di ruolo attaccante.

## Carriera

### Club
Attaccante giramondo, in 18 anni di carriera ha vestito le maglie di svariati club, giocando in molti campionati, ma terminando l'attività agonistica, a Panama, nel San Francisco.

### Nazionale
Con 16 gol all'attivo è il quinto miglior marcatore di tutti i tempi della Nazionale panamense.

## Palmarès

### Club
- Campionato moldavo: 3

Sheriff Tiraspol: 2001-2002, 2002-2003, 2003-2004
- Coppa di Moldavia: 1

Sheriff Tiraspol: 2001-2002
- Supercoppa di Moldavia: 1

Sheriff Tiraspol: 2003
- Canadian Championship: 1

Montreal Impact: 2008
- Campionato panamense: 1

San Francisco: 2011 (Clausura)

### Individuale
- Capocannoniere del Canadian Championship: 1

2008 (2 reti)